# Jerry Do-It-Together

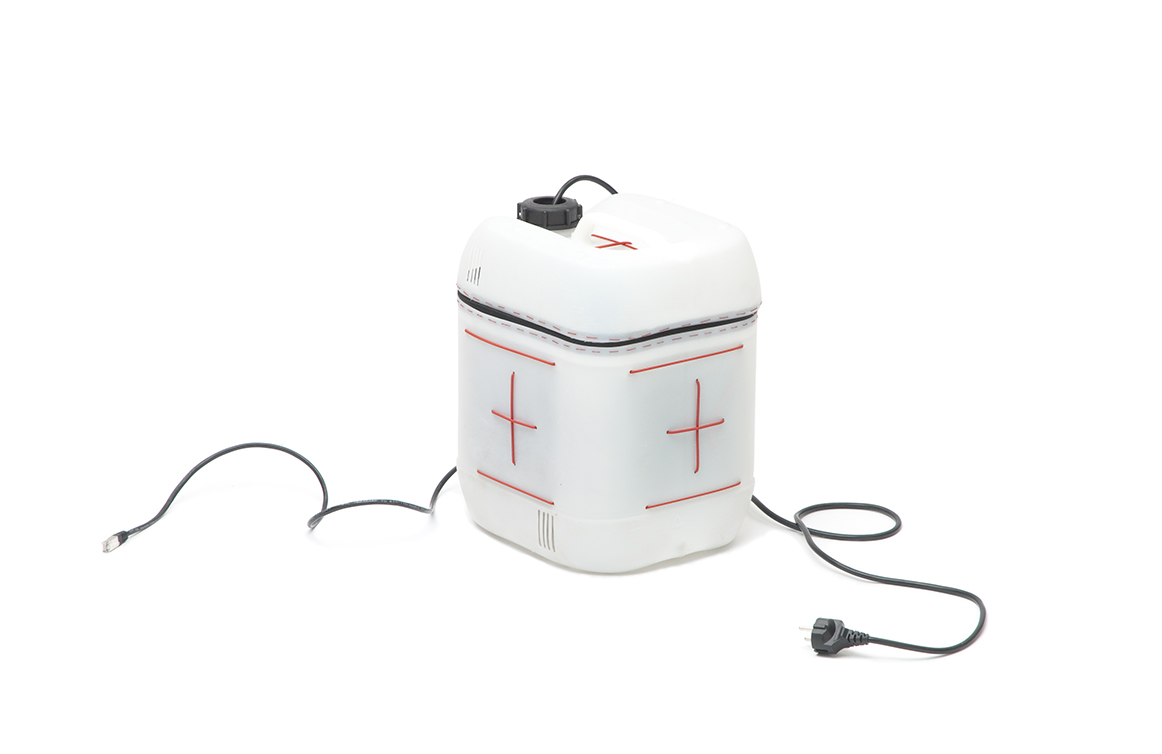
Premier Jerry réalisé par L. Guillou, C. Herriche & X. Auffret à l'ENSCI-les ateliers

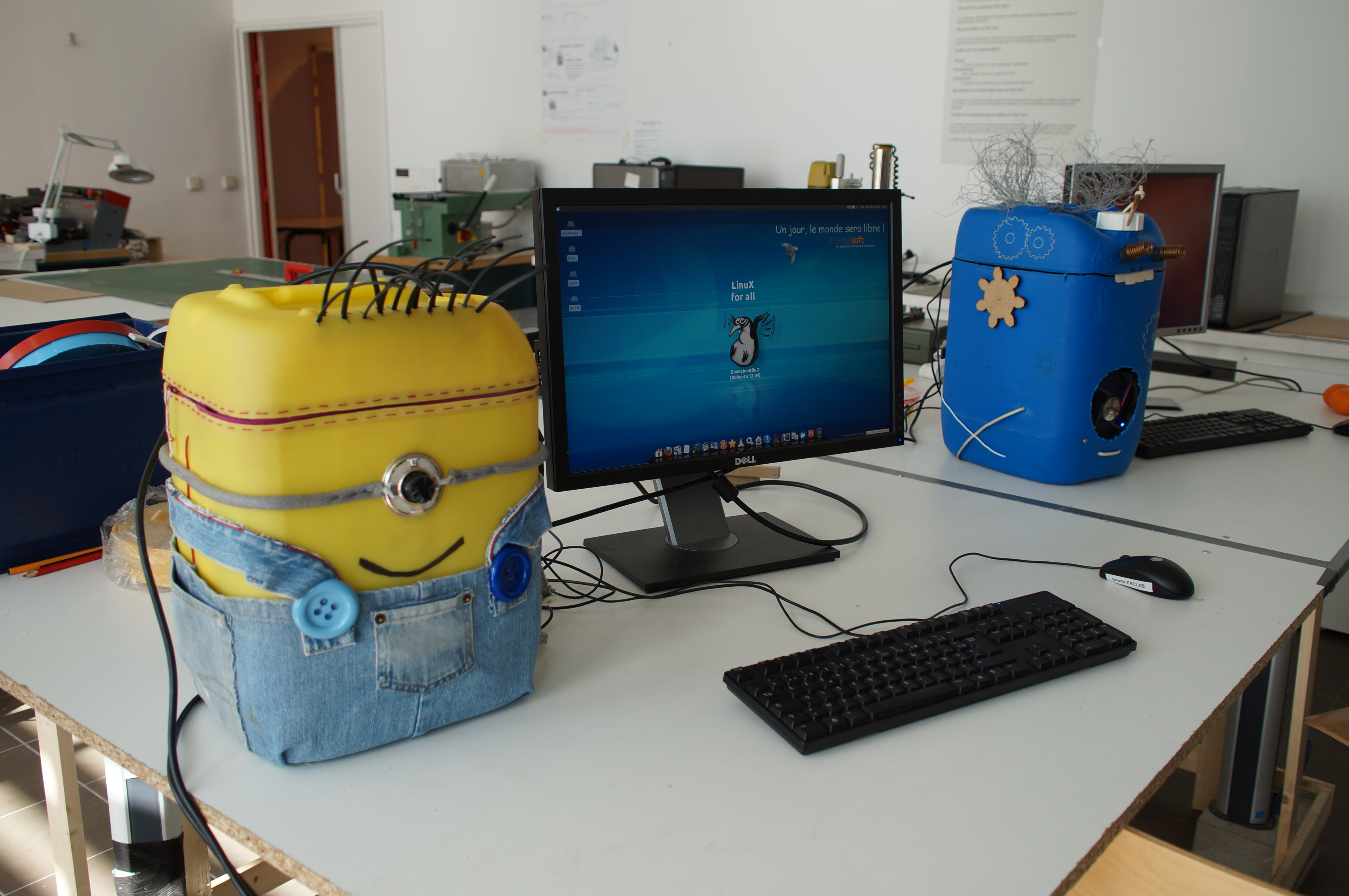
Jerrys assemblés au FacLab de Gennevilliers

Jerry Do-It-Together est un ordinateur PC fabriqué avec des composants informatiques de réemploi assemblés dans un bidon de vingt litres, pendant des ateliers créatifs en petits groupes. Ce bidon est décoré librement, pour le personnaliser. Il fait partie des ressources Do it yourself.

## Histoire
Cette invention, de Xavier Auffret, Laure Guillou et Chemsedine Herriche, a remporté le challenge HumaniTech, concours étudiant de l'invention humanitaire organisé par la Fondation Casques Rouges en 2011 dans la catégorie Télécom et réseau web nécessaires pour les Technologies de l'information et de la communication pour l'enseignement.
Cette innovation est une solution ingénieuse pour répondre à des besoins de communication avec peu de moyens matériels mais de la débrouillardise.
En 2012 le projet portait le nom de « Jerry, the Do It Yourself server », c'est-à-dire un serveur informatique à assembler soi-même et était destiné aux pays en développement. 
La rapide naissance d'une communauté internationale fait évoluer la vision sociale du projet. C'est pourquoi un nouveau nom est choisi, « do it together », soit « faisons-le-ensemble ».
En Afrique, Jerry est devenu un outil de réemploi pour les DEEE.

## Conception collaborative

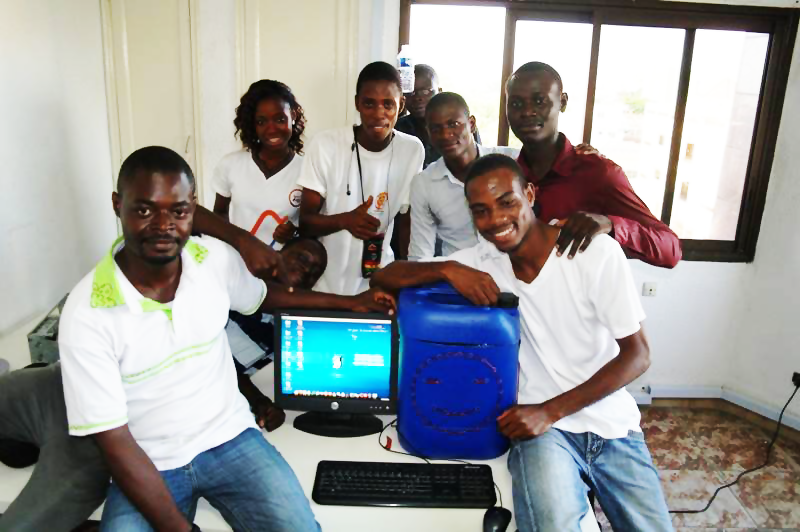
Jerryclan Benin

La construction d'un jerry est collaborative. Des groupes pour le fabriquer se sont constitués dans plusieurs pays d'Afrique : en Algérie, en Côte d'Ivoire les afriworkers depuis juin 2012 au Togo et au Tchad.
L'ordinateur dans un bidon est un moyen de se réapproprier cet appareil électronique.
Plusieurs Jerry sont construits dans des Fab lab, comme le Blolab au Bénin, lieux d'innovation et de partage pour reprendre la main sur la technologie.
Depuis le début de cette invention, soixante-dix jerry ont été construits à la date du 30 juin 2014.

## Utilisation

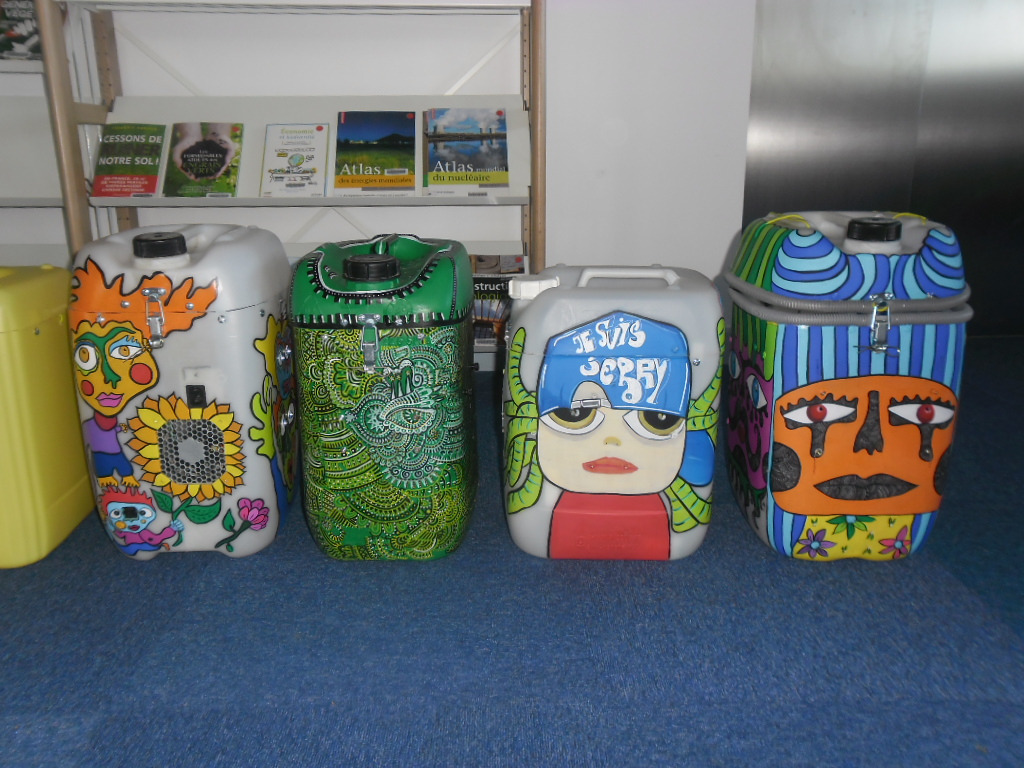
Quatre jerrys réalisés pour des écoles à Cancon, Lot-et-Garonne.

Le système d'exploitation installé sur le disque dur pour faire fonctionner un Jerry est une distribution Linux choisie en fonction des usages : par exemple PirateBox pour un Serveur local de partage de fichiers et de communication. Il peut aussi servir de serveur de formation en ligne - Moodle. 
Le Jerry@agora du centre social de Beaulieu à Saint-Étienne est utilisé pour le centre de loisirs et l'alphabétisation avec Emmabuntüs.
Les Jerry sont équipés principalement de logiciels libres.
Cet ordinateur dans un bidon en plastique est aussi un atout pour les classes Open-Sankoré.
Il est un moyen de réduire la fracture numérique.
Cette solution de revalorisation est également employée pour les écoles primaires, par exemple à Cancon dans le Périgord.
Des ateliers pédagogiques pour déconstruire puis reconstruire un ordinateur permettent à des enfants de se réapproprier cet appareil électronique.

## Participation à des événements
Plusieurs Jerry ont participé au  « OuiShare Fest » à Paris en mai 2013. En mai 2014, un Jerry pilote une imprimante 3D au Ouishare village à la Foire de Paris. En février-mars 2021, un Jerry est réalisé par un membre du collectif Emmabuntüs pour l'évènement annuel Jerry Valentin.

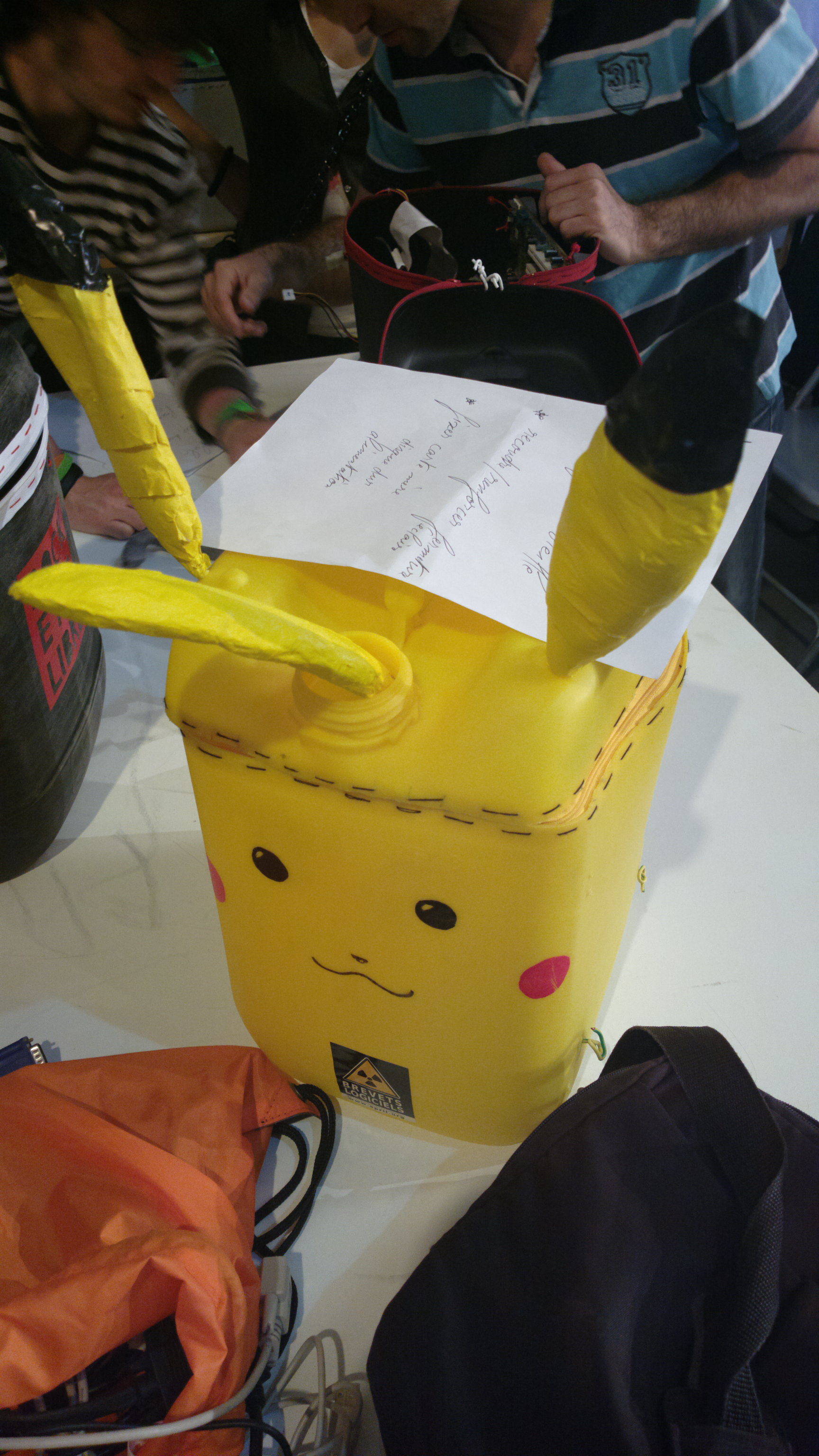
Ce bidon est décoré librement. Atelier lors de la Foire à l'Autogestion en juin 2013 à Montreuil
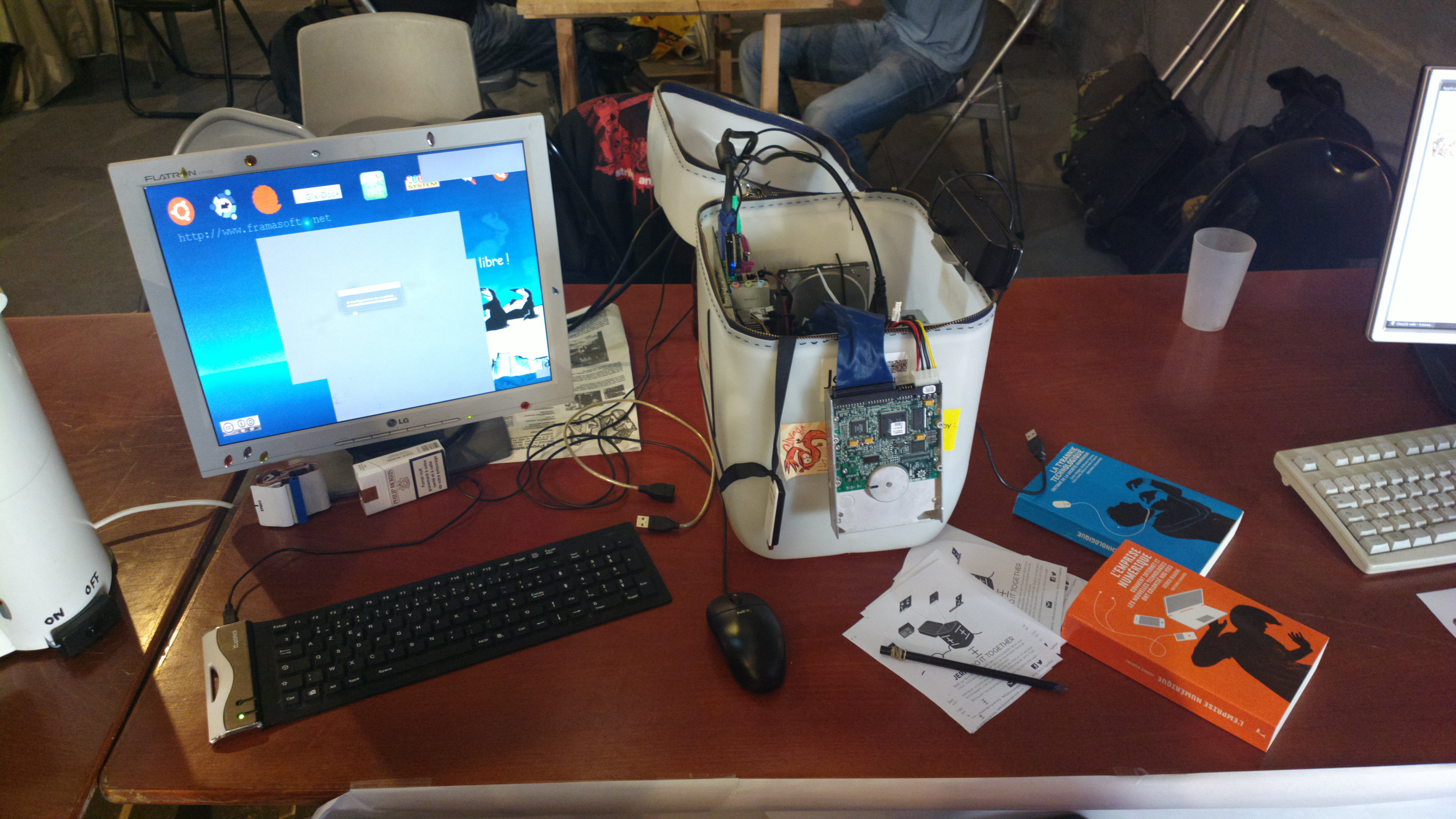
Jerry Do-It-Together ouvert
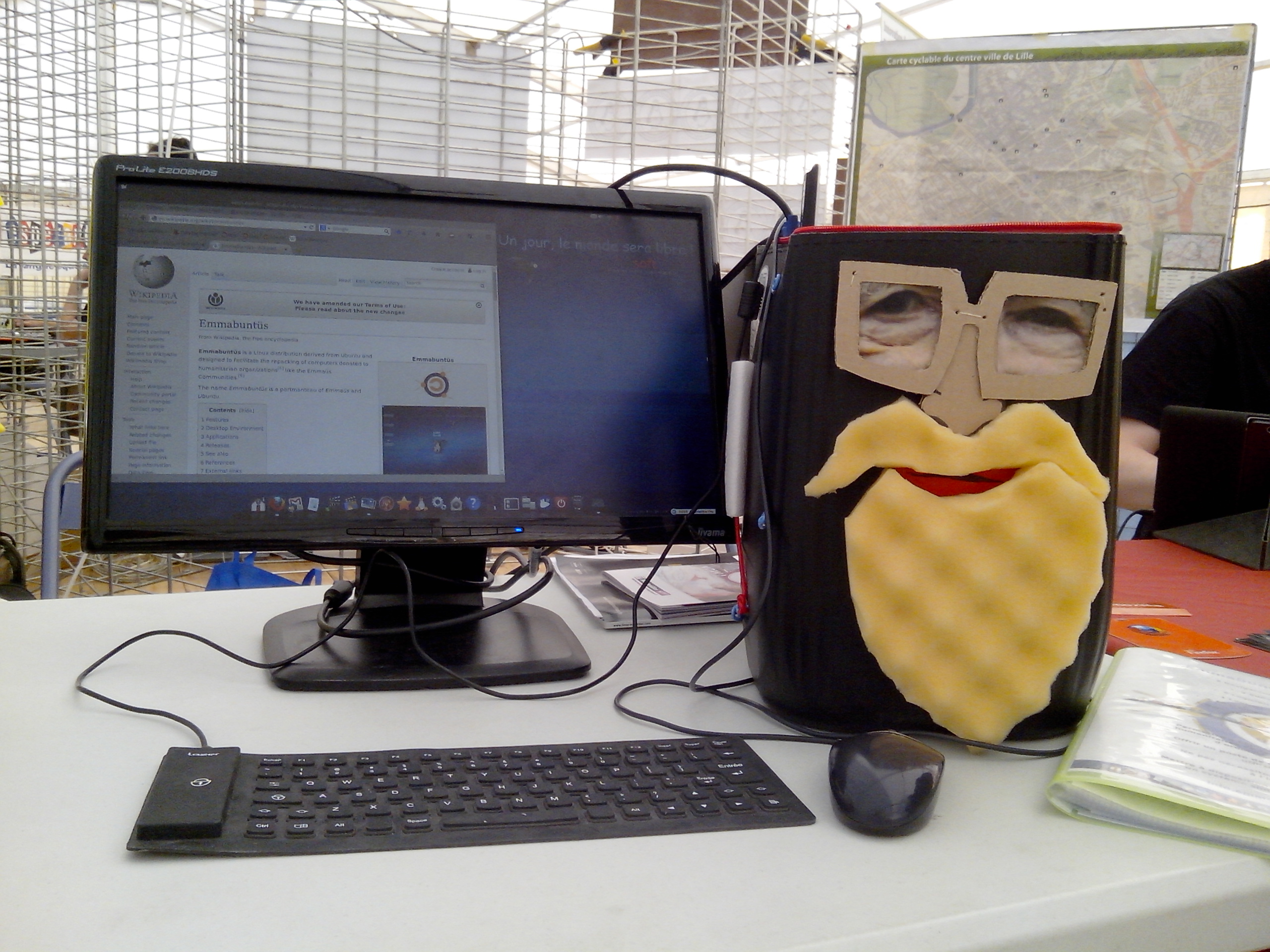
Jerry DIT Abbé Pierre sous Emmabuntüs, RMLL 2014
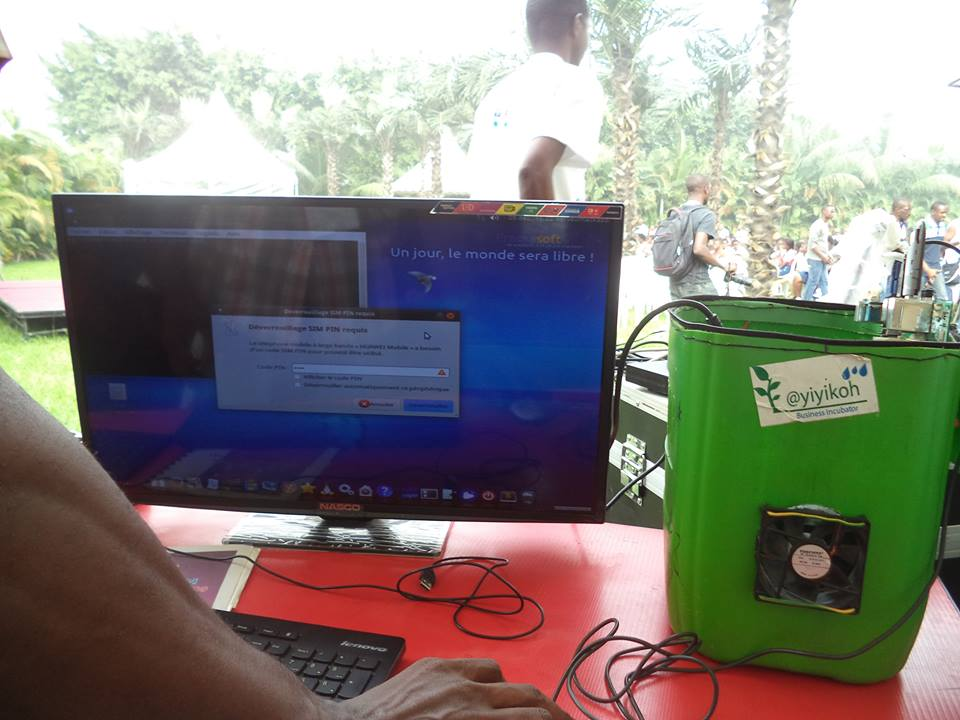
Serveur "le Jerry Trésor" qui a hébergé l'application pour voter le meilleur hacker lors de Africa Web Festival 2015
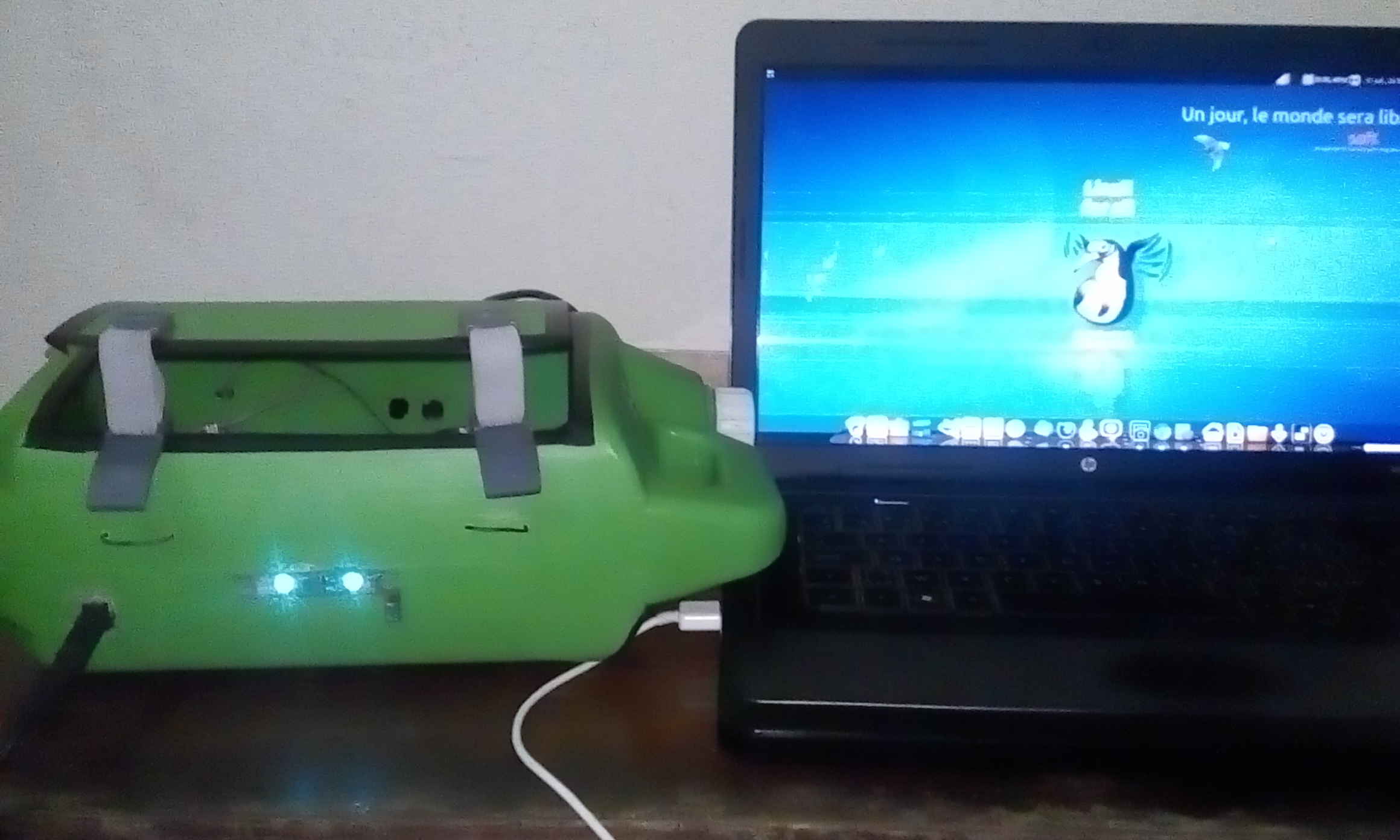
Serveur de messagerie "Emma" réalisé par le comité JMSI en Côte d'Ivoire en juillet 2017
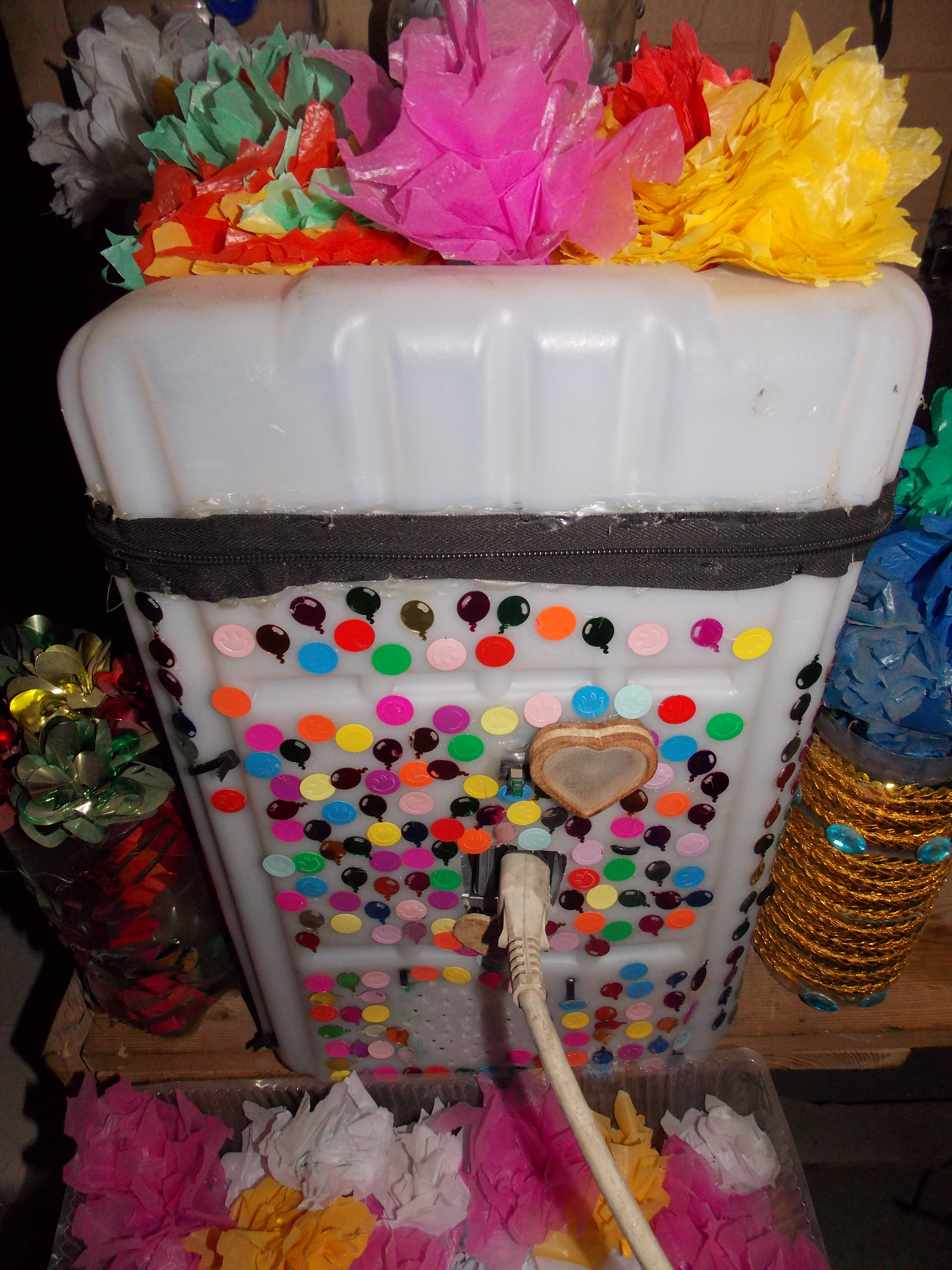
Jerry réalisé lors de la 3e édition du JerryValentin, le 16 février 2019, par le SenFabLab au lycée Talibou Dabo de Grand Yoff au Sénégal
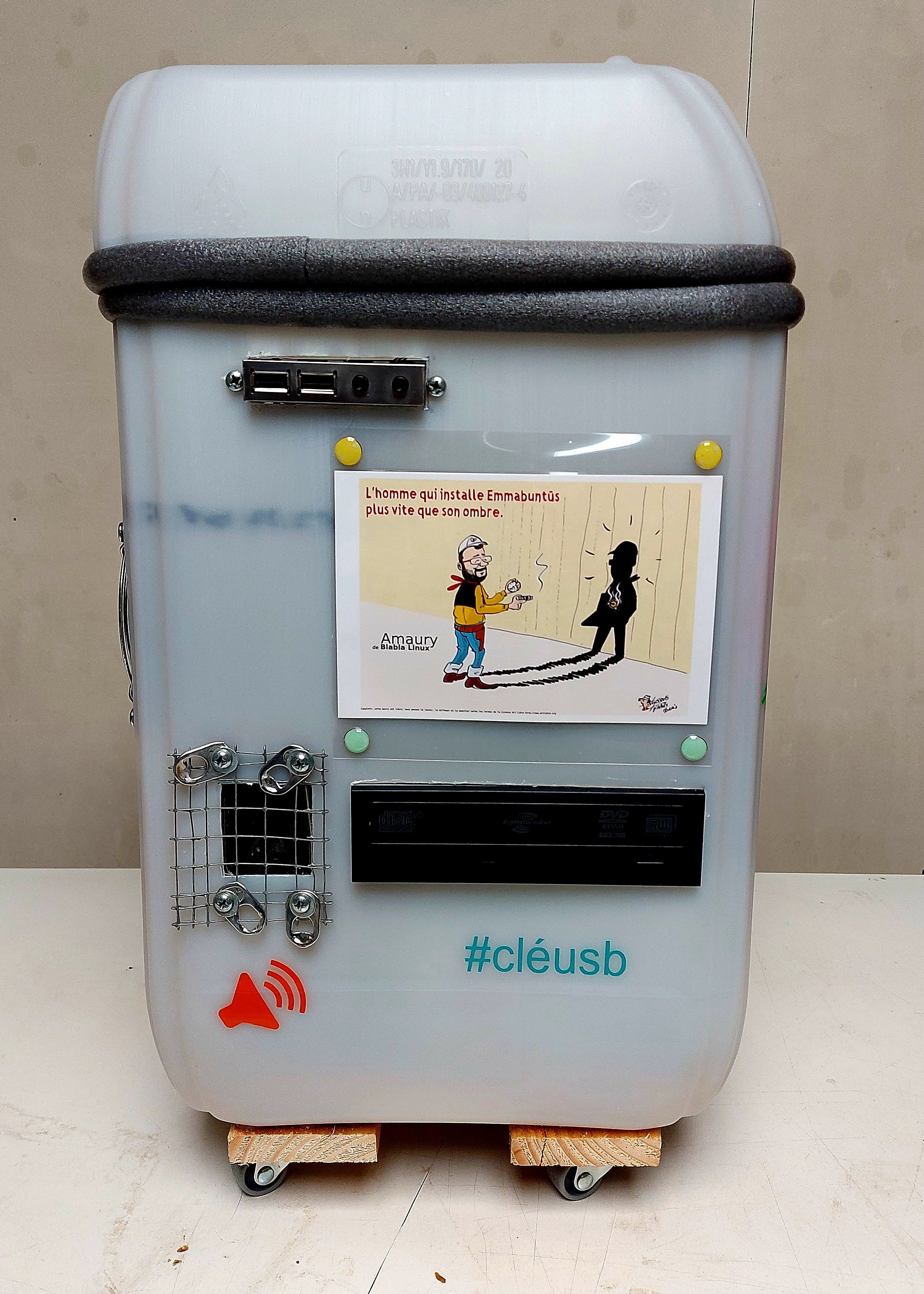
Jerry à roulettes
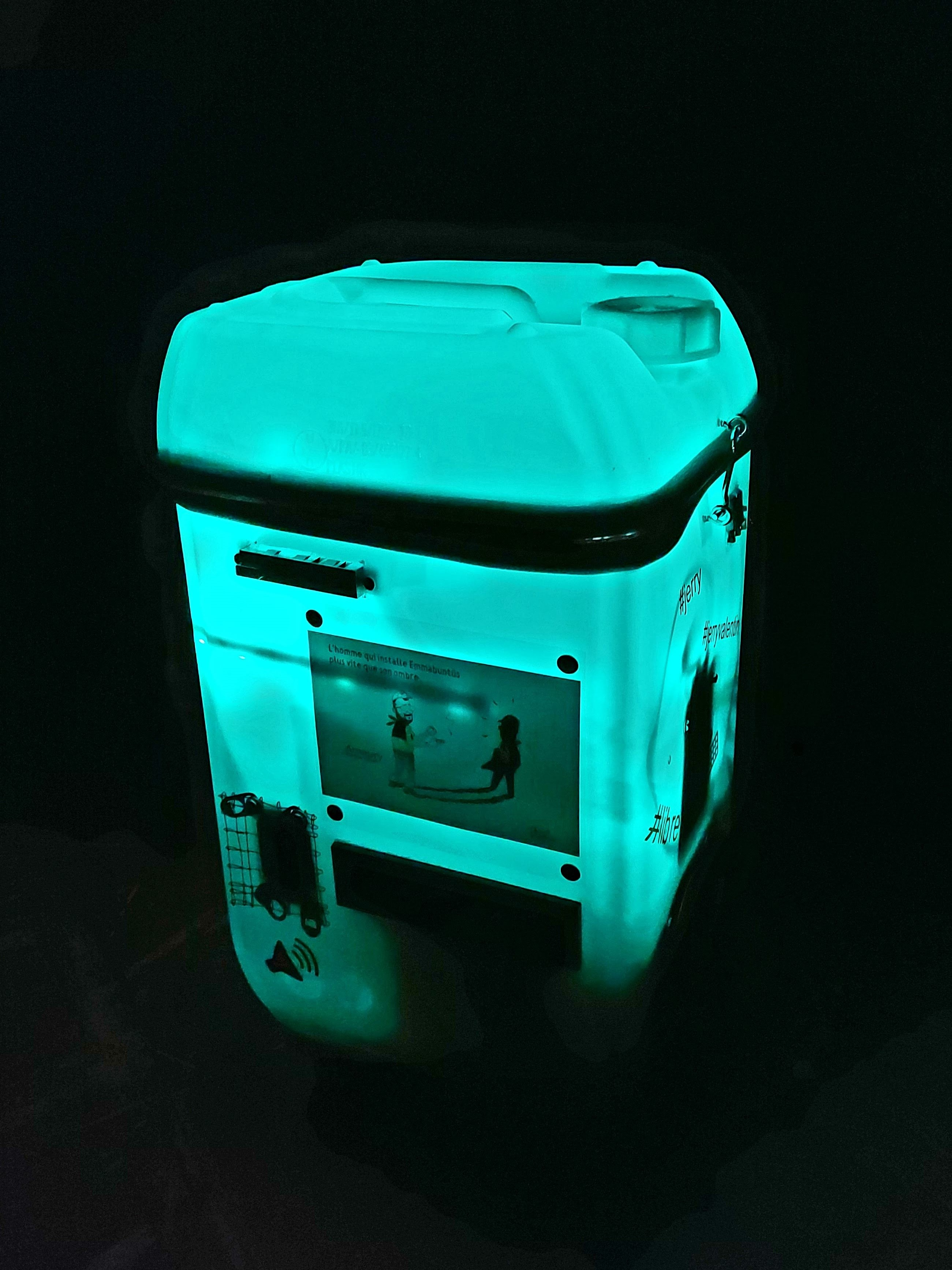
Jerry à roulettes en mode lumière